# Přemysl Rut

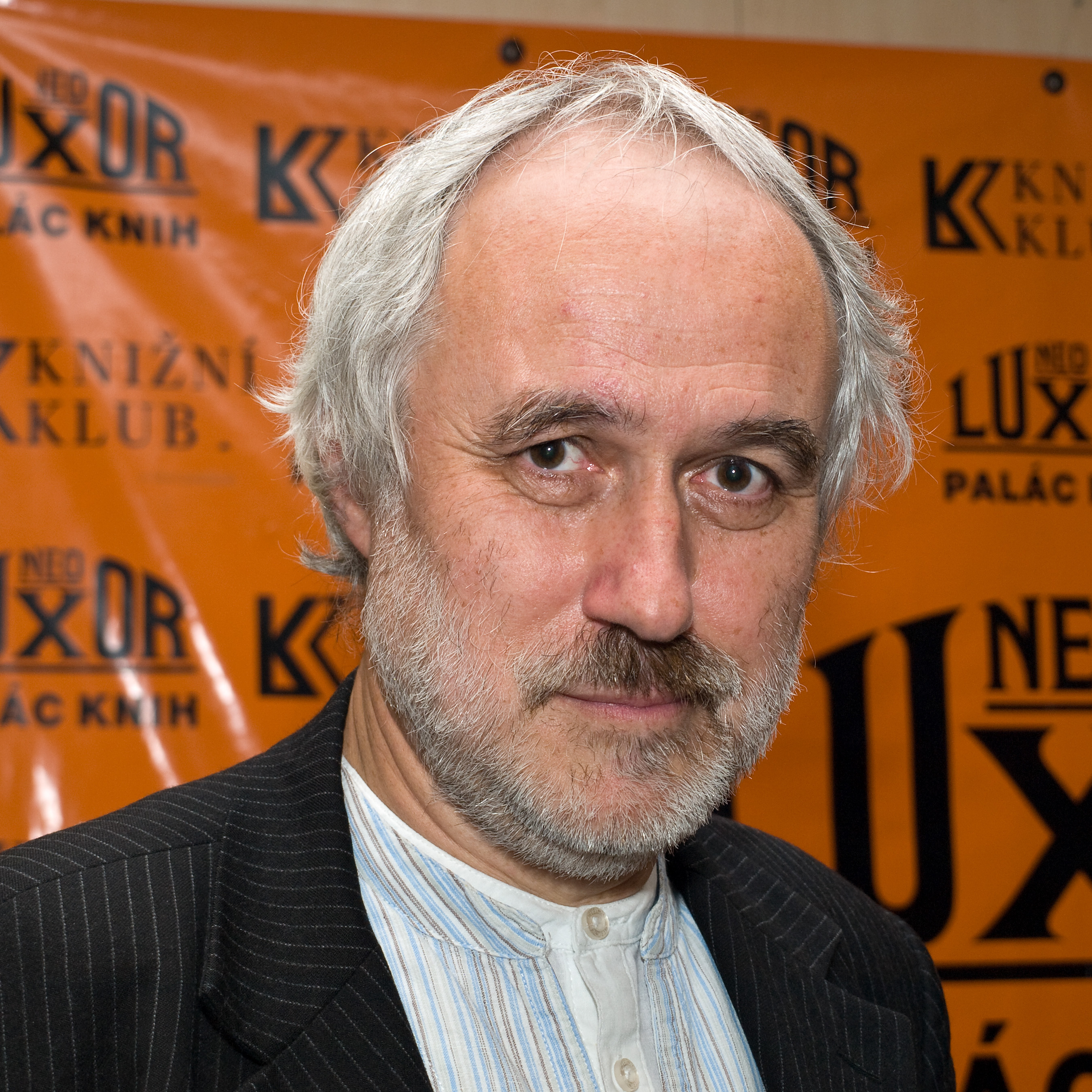
Přemysl Rut (listopad 2011)

Přemysl Rut (ur. 1954 w Kutnej Horze) – czeski pisarz, dziennikarz, reżyser teatralny, artysta kabaretowy, muzyk i nauczyciel akademicki. 

## Publikacje
- V mámově postýlce, 2003.
- Náměsíčný průvodce Prahou, 2003 (polskie wydanie Lunatyczny przewodnik po Pradze, Wrocław 2008)
- Strašlivé Čechy, děsná Morava, 2003.

## Literatura
- Leszek Engelking, Bajkowo-kabaretowy przewodnik po Pradze. "Nowe Książki" 2010, nr 1